# Julie Kent
Julie Kent est une danseuse classique américaine née en 1969 à Bethesda (Maryland). Elle est la danseuse principale au sein de l'American Ballet Company (New York) de 1993 à 2015.

## Biographie
En 1986, elle entre dans le corps de ballet de l'American Ballet Company où elle est aujourd'hui soliste depuis 1990. En 2000, Julie apparaît dans le film Danse ta vie qui se déroule dans cette même compagnie. Le film fut un gros succès.
Elle est mariée à Victor Barbee, directeur artistique chez ABC et elle est maman d'un petit garçon, William Spencer Barbee.